# LIAZ 200
LIAZ 200 byla řada nákladních automobilů vyráběná společností LIAZ mezi lety 1991 až 1994, bylo vyrobeno jen několik set kusů.
Řada LIAZ 200 je faktickou modernizací typové řady LIAZ 100 a vzhledově se skoro neliší od svého předchůdce. Byl změněn hlavně po technické stránce, proběhly změny na motoru, např. jeho odhlučnění a uložení (stojatý motor namísto dosavadního šikmého), kabina byla kvůli tomu posazena o 4 cm výš a v mezeře nad nárazníkem se proto objevily pomocné kryty, které jsou nejvýraznějším vzhledovým odlišením oproti řadě 100. U novějších dvoustovek byla nová převodovka. 